# Secretaría General del Parlamento Europeo

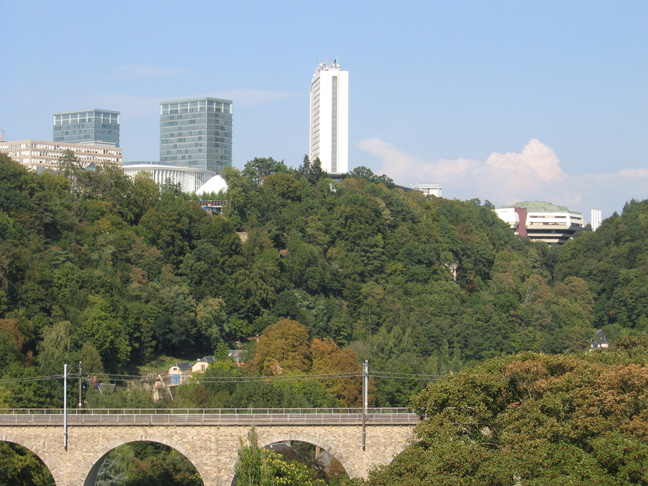
Edificios de la SG del Parlamento Europeo en Luxemburgo

La Secretaría General del Parlamento Europeo es el organismo administrativo encargado de coordinar los trabajos legislativos y de organizar las sesiones plenarias y otras reuniones de esta institución legislativa de la Unión Europea. Su sede se encuentra en la ciudad de Luxemburgo, no muy lejos de las sedes oficial (Estrasburgo) y de trabajo (Bruselas) de la Eurocámara. A su cabeza se encuentra un secretario general nombrado por la Mesa del Parlamento.
La Secretaría General presta asistencia técnica y organizativa a los eurodiputados y a otros órganos parlamentarios del Parlamento, fundamentalmente a su Presidente y a los grupos políticos de la Cámara. Administra el presupuesto de la institución bajo la autoridad del Presidente y de la Mesa. También provee de asistencia jurídica a todo el Parlamento, a través de los servicios jurídicos de la Cámara, que le están encomendados, y es asimismo responsable de los servicios de traducción.
La Secretaría General del Parlamento Europeo se organiza en trece direcciones generales:
- Dirección General de Políticas Interiores de la Unión (DG IPOL)
- Dirección General de Finanzas (DG FINS)
- Dirección General de Personal (DG PERS)
- Dirección General de Comunicación (DG COMM)
- Dirección General de Infraestructuras y Logística (DG INLO)
- Dirección General de Logística e Interpretación para las Conferencias (DG LINC)
- Dirección General de Traducción (DG TRAD)
- Dirección General de Innovación y Apoyo Técnico (DG ITEC)
- Dirección General de Servicios de Investigación Parlamentaria (DG EPRS)
- Dirección General de Seguridad (DG SEC)
- Dirección General de Presidencia (DG PRES)
- Dirección General de Políticas Exteriores (DG EXPO)
- Dirección General de Asociaciones para la Democracia Parlamentaria (DG PAPA)